# Антоній Маргіттай
Анто́ній Маргітта́й (угор. Margittai Antal, справжнє прізвище Гербер; 17 вересня 1880, Паланок — 17 липня 1939, Мукачеве) — ботанік-флорист, систематик та знавець флори Карпатського регіону.

## Біографія
Народився 17 вересня 1880 року в селі Паланок комітату Берег Австро-Угорщини. Тут, у селі з німецькими традиціями, пройшло його дитинство.
Закінчивши Королівську Мукачівську реальну гімназію вступив на філософський факультет Будапештського університету, де спеціалізувався на фізиці і математиці. Викладав математику у навчальних закладах на території сучасних Закарпаття та Словаччини. Рослинний покрив Карпат досліджував у вільний від роботи час.
Помер Антоній Маргіттай у 1939 році і похований у Паланку.
У ботаніці
Зібрав гербарій, котрий налічує близько 50 тисяч аркушів, і який ще й сьогодні чи не найповніше репрезентує рослинний світ Закарпаття.

## Визнання
Рослини, названі на честь ученого:
- горобина Маргіттая
- волошка Маргіттая
- костриця Маргіттая
- шипшина Маргіттая
- чебрець Маргіттая.